# Volcano High
Volcano High (coreano: 화산고, Hwasango) es una película de acción de Corea del Sur, basada en artes marciales coreanas en la misma línea que Tenjō Tenge. Gira en torno a un estudiante de secundaria revoltoso llamado Kim Kyung-soo (interpretado por Jang Hyuk) que se ve trasladado a la última escuela a la que le llevará, el prestigioso instituto volcano, una institución cuyos estudiantes demuestran una enorme capacidad y talento en las artes marciales, con demostrando una más, aún más misteriosos poderes psíquicos; canción en particular Hak-rim (interpretado por Kwon Sang-woo). Kyung-Soo se verá en peleas entre los diferentes clubes, por un manuscrito secreto que otorgará poder infinito a su poseedor, y a un grupo de profesores que hará todo lo posible para mantener a los estudiantes a raya.

## Intérpretes
- Jang Hyuk como Kim Kyung-Soo: El personaje principal, cuyas atribuciones le hizo me echan de la escuela. Volcán Alto es la última escuela que lo acepte.
- Shin Min-ah como Yoo Chae-Yi: Apodado y descrito como "Icy Jade". El capitán del equipo de Kendo y el interés de amor de Kyung-Soo.
- Kim Su-ro como Jang-Ryang: Apodado "Ox Dark". Líder de los bueyes Oscuro y el capitán del equipo de levantamiento de pesas. Uno de los más poderosos y temidos combatientes en Volcano High.
- Kwon Sang-woo como Song Hak-rim: Descrito como "Crane Elegant en un bosque de pinos". El artista marcial más poderosa en el Volcán de alta. Está encarcelado después de ser enmarcada por Jang Ryang por intentar robar el manuscrito.
- Gong Hyo-jin como So Yo-seon: Descrito como "" Corazón Único. Admirador de la Canción Hak-rim y cocapitán del equipo de Kendo.
- Kim Hyeong-jong como Shimma: Capitán del equipo de rugby.
- Heo Joon-ho como el señor Ma: Líder de los profesores de 5 años que se envían a la disciplina de los estudiantes. Él tiene una historia con Kyung-Soo.
- Hee-bong Byeon como Subdirector Jang Hak-Sa: recluta la ayuda de los 5 profesores y se enoja por el hecho de que no es el principal.

### Otros personajes
- Jo Sung-ha como un profesor del coreano.

## Prólogo
17 años de enemistad, desencadenada por el La gran batalla de los maestros, se ha despojado de su poder las autoridades de las escuelas. Las escuelas han caído en el caos. Sin embargo, hay una leyenda. El que adquiere el Manuscrito Secreto terminara con el caos. Es una leyenda que interrumpe la Corte Marcial de el instituto volcano. Ahora, en el año 108 de Volcano...

## BSO
La película tuvo diferentes bandas sonoras en Corea, en Japón y en los EE.UU.. La banda sonora original de Corea fue anotado por Yeong Park y cuenta con dos canciones de la banda de nu metal de Corea del RF Niños. Es sobre todo la música rock. La banda sonora japonesa fue escrito por Daita (exguitarrista de Siam Shade), es similar en estilo, sobre todo la música rock. La versión de EE.UU. es completamente diferente con conocidos artistas de hip-hop.
- Datos: Q486919